# Chant du monde
Chant du monde è un ciclo di arazzi creati da Jean Lurçat. Incominciato nel 1957, con i suoi dieci pannelli è la più grande opera di arazzeria contemporanea.
L'opera, nelle intenzioni dell'artista, doveva essere lunga 125 metri ma l'improvvisa scomparsa del suo autore arrestò i lavori quando erano stati ultimati solo nove pannelli. Il decimo fu tessuto dopo la sua morte. La lunghezza complessiva del ciclo è di ottanta metri; l'altezza è di 4,4 m.

## Temi dei pannelli
I dieci pannelli sviluppano progressivamente il tema dalla distruzione alla vita. La morte è rappresentata nei primi tre pannelli con la bomba atomica e il bombardamento di Hiroshima (La grande Menace, l'Homme d'Hiroshima, la Fin de Tout), poi si celebra l'armonia (Le Grand Charnier, Champagne, L'Eau et le Feu), l'intelligenza umana (l'Homme en Gloire, la Conquête de l'Espace), e si conclude con la poesia (la Poésie).

## Cronologia
- 1956 - 1957 Creazione della "Joie de Vivre" (che sarà poi chiamata "Le Chant du Monde"); ensemble di cartoni che saranno realizzati a Aubusson dai tessitori Tabard, Goubely e Picaud.
- 1957 Tessitura del primo pannello: La Grande Menace-La Bombe Atomique (4,40 x 9 m), del secondo: L'Homme d'Hiroshima (4,40 x 2,90 m) e del terzo: La Fin de Tout (4,40 x 2,25 m)
- 1958  Tessitura del quarto pannello: La Tenture des Soleils-L'Homme en Gloire dans la Paix (4,40 x 13,20) e del quinto: L'Eau et le Feu (4,40 x 5,90 m)
- 1959 Tessitura del sesto pannello: Le Grand Charnier (4,40 x 7,40 m) e del settimo: Champagne (4,40 x 7,00 m)
- 1960 Tessitura dell'ottavo pannello: La Conquête de l'Espace (4,40 x 10,35 m)
- 1961 Nono e ultimo pannello tessuto con l'artista in vita: La Poésie (4,40 x 10,40 m)
- 1963 Prima presentazione del Chant du Monde ad Annecy.
- 1965 Decimo pannello, tessuto dopo la morte di Jean Lurçat: Ornomentos Sagrados (4,40 x 10,50 m)
- 1966 La moglie di Jean Lurçat, Simone Selves Lurçat, dona il ciclo alla città di Angers.

L'intero ciclo è esposto nelle sale del Museo Jean-Lurçat et de la tapisserie contemporaine di  Angers nell'Hôpital médiéval Saint-Jean.
Il ciclo di arazzi è stato esposto a Parigi, in Germania, Belgio, Montréal, San Francisco, e nel 1998, in Giappone.